# Індивідуальний тепловий пункт

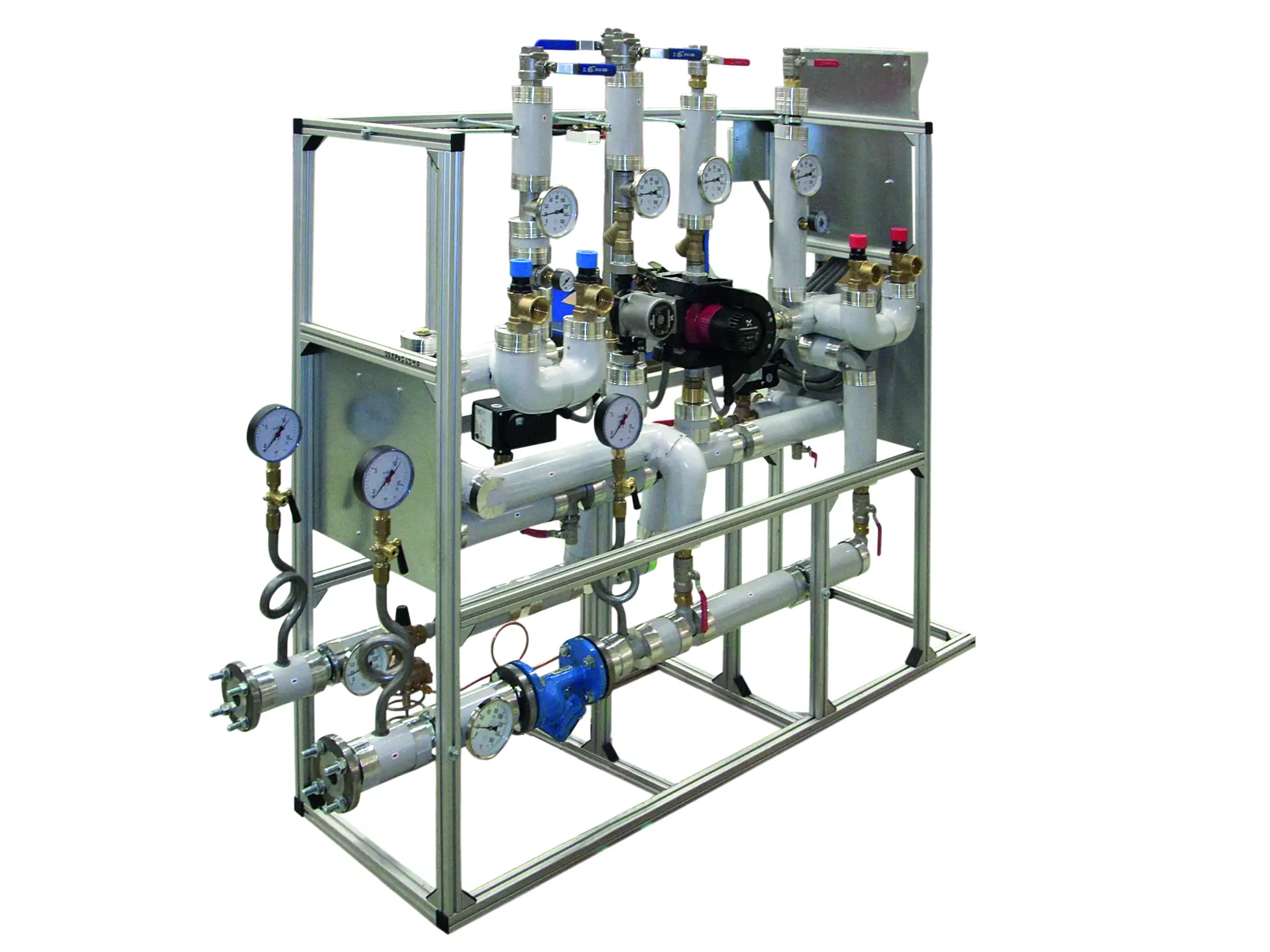
Комплекс пристроїв, який забезпечує приєднання окремого споживача до теплової мережі.

Індивідуальний тепловий пункт (англ. Individual heating point) - це автоматизована комплексна система, яка використовується для надання теплової енергії окремим будівлям або приміщенням. Він складається з ряду технічних пристроїв та обладнання, що забезпечують постачання тепла для опалення і гарячого водопостачання. Дозволяє забезпечити ефективне та економне використання теплової енергії, зменшуючи втрати тепла та забезпечуючи можливість контролю та регулювання температурного режиму в будівлі. Він може бути встановлений в різних типах будівель, включаючи житлові, комерційні та промислові об'єкти. Індивідуальні автоматизовані теплові пункти дозволяють забезпечити незалежність та гнучкість в управлінні системами опалення та гарячого водопостачання, а також сприяють покращенню енергоефективності та зниженню екологічного впливу.

## Принцип роботи
Принцип роботи базується на постачанні теплової енергії до будівлі шляхом передачі тепла з централізованого джерела до внутрішнього опалювального контуру. Основні компоненти системи включають котел, теплообмінник, регулятори тиску та температури, а також насоси.

### Опис основних компонентів системи
- Котел: Центральний котел є джерелом теплової енергії. Він може використовувати різні види палива, такі як газ, нафта, вугілля або біомаса, для генерації тепла.[4]
- Щит управління тепловим пунктом є центральним органом контролю і регулювання параметрів, який стежить за справністю роботи насосного обладнання і підтримки заданих температур на вводах у будинок.[4]
- Регулятори тиску та температури: Ці пристрої встановлюються для контролю тиску та температури в системі. Вони забезпечують оптимальний рівень тиску та регулюють температуру теплоносія, що поступає до опалювального контуру будівлі.[4]
- Насоси: Використовуються для циркуляції теплоносія по системі. Вони підтримують потік теплоносія, допомагаючи розподілити тепло рівномірно по всіх опалювальних елементах будівлі.[4]

Процес передачі тепла відбувається таким чином: гаряча вода з централізованого джерела нагріває теплоносій у теплообміннику. Потім теплоносій циркулює по системі опалення, передаючи тепло. Тепло передається від теплоносія до повітря або навколишнього середовища, що забезпечує опалення приміщень. Після передачі тепла, охолоджений теплоносій повертається до індивідуального теплового пункту, де знову нагрівається та циркулює по системі.

## Застосування
Застосування ІТП  розповсюджені в різних галузях:
Житлові будинки: Широко використовуються в багатоквартирних житлових будинках. Вони дозволяють кожному мешканцю контролювати температуру власного житлового приміщення, забезпечуючи комфорт і енергоефективність.
Офісні приміщення: Великі офісні комплекси можуть використовувати для ефективного опалення та гарячого водопостачання. Це дозволяє регулювати температуру в окремих офісних приміщеннях відповідно до потреб користувачів.
Комерційні та промислові комплекси: Також застосовуються в комерційних та промислових будівлях, таких як торговельні центри, готелі, ресторани, заводи та фабрики. Вони забезпечують ефективне опалення приміщень та постачання гарячої води для потреб працівників та клієнтів.
Багатоквартирні комплекси: Висотні будинки або комплекси з багатьма квартирами для незалежного опалення та гарячого водопостачання кожної квартири. Це дозволяє жителям контролювати свої теплові потреби та споживати енергію відповідно до своїх вимог.
Громадські будівлі: В громадських будівлях, таких як школи, лікарні, бібліотеки тощо. Це дозволяє забезпечити комфортні умови для користувачів будівлі та економію енергії шляхом регулювання температури в окремих зонах.
Застосування данного устаткування дозволяє підвищити енергоефективність, забезпечити індивідуальний комфорт та знизити експлуатаційні витрати на опалення та гаряче водопостачання. Крім того, вони забезпечують більш гнучкий контроль та управління системами теплопостачання в залежності від потреб користувачів.

## Переваги і недоліки
Індивідуальні теплові пункти мають свої переваги і недоліки, які варто враховувати при їх використанні. Ось деякі з них:

### Переваги
1. Енергоефективність: Керування температурою в окремих приміщеннях, що дозволяє ефективніше використовувати енергію. Можна регулювати температуру відповідно до потреб кожного користувача, що зменшує зайві витрати.
2. Комфорт: Забезпечення можливості налаштування температури в будинку або приміщенні відповідно до власних вимог і переваг. Кожен користувач може налаштувати оптимальну температуру для свого комфорту.
3. Незалежність: Функціонування незалежно від інших, що забезпечує більшу надійність та стабільність системи опалення. Неполадки або проблеми в одному пункті не впливають на решту системи.
4. Гнучкість: Розподіл тепла відповідно до потреб кожного окремого приміщення або зони. Це особливо корисно в будівлях з різними функціональними зонами, де можуть бути різні вимоги до опалення.

### Недоліки індивідуальних теплових пунктів
1. Вартість встановлення: Встановлення може бути дорожчим у порівнянні з централізованими системами опалення. Це пов'язано з необхідністю встановлення окремих пунктів для кожного приміщення або квартири, а також з проведенням необхідних трубопроводів і електропроводки.
2. Обслуговування:Потреба технічного обслуговування. Це включає перевірку, налаштування та чищення обладнання, а також виявлення та усунення можливих поломок. Неправильне обслуговування може призвести до зниження ефективності системи або непередбачуваних витрат на ремонт.
3. Відсутність централізованого контролю: Коли кожне приміщення має свій власний тепловий пункт, втрачається централізований контроль над системою опалення. Це може ускладнити координацію і налаштування роботи системи, особливо в великих будівлях з багатьма одночасними вимогами до опалення.
4. Обмежена масштабованість: Можуть бути менш ефективними або неефективними для великих будівель або комплексів з високою потребою в опаленні. У таких випадках можуть виникати проблеми з розподілом тепла і збалансуванням системи, а також збільшення витрат на енергію.

Враховуючи ці переваги і недоліки, вибір використання індивідуальних теплових пунктів повинен залежати від конкретних потреб, розміру будівлі, фінансових можливостей та пріоритетів щодо комфорту, ефективності та управління системою опалення.
Отже, ІТП є ефективним і комфортним рішенням для опалення і гарячого водопостачання в будівлях різного типу. Вони забезпечують енергоефективність, незалежність в роботі, гнучкість в управлінні температурою ізольованих приміщень. Проте, вони можуть бути витратними при встановленні, потребувати регулярного обслуговування та мати обмежену масштабованість для великих будівель. Враховуючи переваги і недоліки, вибір використання індивідуальних теплових пунктів має здійснюватися з урахуванням конкретних потреб і умов будівлі.